# Афганістан на літніх Олімпійських іграх 1972
Афганістан на літніх Олімпійських іграх 1972 року у Мюнхені був представлений 8 спортсменами в одному виді спорту — боротьбі. Прапороносцем на церемонії відкриття ігор став борець Гулам Дастагір.
Афганістан усьоме взяв участь в Олімпіаді. Афганські атлети не здобули жодної медалі.

## Боротьба
| Стиль                  | Спортсмен              | Категорія | Раунд 1                        | Раунд 2                        | Раунд 3                          | Раунд 4            | Раунд 5            | Фінал              | Фінал |
| Стиль                  | Спортсмен              | Категорія | Суперник Результат             | Суперник Результат             | Суперник Результат               | Суперник Результат | Суперник Результат | Суперник Результат | Місце |
| ---------------------- | ---------------------- | --------- | ------------------------------ | ------------------------------ | -------------------------------- | ------------------ | ------------------ | ------------------ | ----- |
| Вільна боротьба        | Мохаммад Арреф         | −52 кг    | Арсен Алахвердієв (URS) L 1-3  | Кійомі Като (JPN) L 0-4        | не пройшов                       | не пройшов         | не пройшов         | не пройшов         | 18    |
| Вільна боротьба        | Гулам Сідір            | −57 кг    | Ристо Дарлев (YUG) W Fall      | Хорхе Рамос (CUB) L 1-3        | Прем Нат (IND) L Fall            | не пройшов         | не пройшов         | не пройшов         | 14    |
| Вільна боротьба        | Ахмад Джан             | −62 кг    | Кійоші Абе (JPN) L 0.5-3.5     | Якоб Таннер (SUI) W 3-1        | Герхард Вайзенбергер (FRG) L 1-3 | не пройшов         | не пройшов         | не пройшов         | 15    |
| Вільна боротьба        | Шакар Хан Шакар        | −74 кг    | Ян Карлссон (SWE) L Fall       | Музаммад Ягуд (PAK) D Draw     | не пройшов                       | не пройшов         | не пройшов         | не пройшов         | 18    |
| Вільна боротьба        | Гулам Дастагір         | −82 кг    | Курт Елмгрен (SWE) L Fall      | Ян Випьорчик (POL) L Fall      | не пройшов                       | не пройшов         | не пройшов         | не пройшов         | 23    |
| Греко-римська боротьба | Алам Мір               | −57 кг    | Рустем Казаков (URS) L 0.5-3.5 | Карло Чович (YUG) L Fall       | не пройшов                       | не пройшов         | не пройшов         | не пройшов         | 23    |
| Греко-римська боротьба | Мохаммад Ебрагім Хедрі | −62 кг    | Стеліос Мигіакіс (GRE) L Fall  | не пройшов                     | не пройшов                       | не пройшов         | не пройшов         | не пройшов         | 19    |
| Греко-римська боротьба | Джан-Ака Джан          | −68 кг    | Таге Юль Вейрум (DEN) L 1-3    | Альберто Бремаунц (MEX) W Fall | Манфред Шендорфер (FRG) L Fall   | не пройшов         | не пройшов         | не пройшов         | 11    |